# Pierre Sonneville
Pour les articles homonymes, voir Sonneville (homonymie).
Pierre Sonneville, né le 18 janvier 1911 à Armentières (Nord) et mort le 9 avril 1970 à Paris, est Compagnon de la Libération, fondateur du Réseau Marco-Polo.

## Biographie
Il entre à l'École navale en 1930.
Affecté à bord de la Minerve en mai 1940 (2e flottille de sous-marins), il quitte Cherbourg à l'arrivée des Allemands avec plusieurs sous-marins en réparation (et donc incapables de combattre ni plonger) pour l'Angleterre. À la suite de l'opération Catapult, il décide de rester pour continuer le combat aux côtés des Anglais. Adhérant à la France libre, il n'est pourtant pas gaulliste et montre son hostilité au Général dans ses mémoires de guerre, Les Combattants de la liberté.
Il passe une partie de la guerre à remettre en état son sous-marin français, avec les difficultés imaginables d'approvisionnement en pièces, et effectue quelques missions au large de la Norvège (mouillage de mines, attentes de croiseurs allemands qu'il ne trouve pas, torpillage d'un cargo...). Son sous-marin nécessitant de grandes réparations, il négocie, par-delà la hiérarchie gaulliste, le don d'un sous-marin tout neuf par les Britanniques. Celui-ci devient le Curie. En attendant la préparation du navire qui doit durer plusieurs mois, il s'arrange avec le Bureau central de renseignements et d'action (BCRA) pour partir en mission en France.
Sa mission est de prendre contact avec des marins vichystes de la flotte de Toulon. Le sabordage de la flotte rend impossible et inutile sa mission. Il commence alors à organiser le réseau Marco-Polo, entre Lyon et la côte méditerranéenne, pour recueillir et transmettre des renseignements. Sa qualité d'officier de marine d'active « de Londres » lui permet une certaine reconnaissance de la part des personnes approchées. Il est en contact avec des officiers français chargés de « liquider » l'armée d'armistice, comme le contrôleur général Hederer, de l'armée de l'air, qui lui permettent de glaner un maximum d'informations sur les installations allemandes.
Il échappe à plusieurs arrestations, soit lors de barrages, soit parce que les Allemands possèdent des informations sur lui. 
De retour en Angleterre, il prend le commandement du Curie et patrouille en mer du Nord puis en Méditerranée, ce qui l'amène à Alger.
Il dresse un bilan très négatif de la situation à Alger à partir de 1943, entre courants politiques, militaires en concurrence et détestation entre Français libres de la première heure et ceux restés fidèles à Vichy. 
Définitivement affecté au BCRA, il est envoyé en France comme représentant du général de Gaulle et participe à l'organisation de la Résistance et des futures institutions à la veille du Débarquement et jusqu'à la libération de Paris, à laquelle il participe dans l'état-major du colonel Lizé. Sonneville participe alors, à côté de Chaban-Delmas, général, gouverneur militaire de Paris, au défilé du général de Gaulle.
Après la libération de Paris, il est affecté au cabinet du général de Gaulle.
Il quitte enfin la marine avec le grade de capitaine de frégate pour entrer dans la marine marchande.

## Décorations
- Commandeur de la Légion d'honneur
- Compagnon de la Libération par décret du 19 octobre 1945[2]
- Croix de guerre 1939–1945 (5 citations)
- Médaille de la Résistance française par décret du 6 avril 1944[3]
- Ordre de l'Empire britannique à titre militaire (Officier)